# Arubus

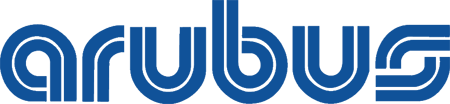
Logo arubus

Die Arubus N.V. ist das größte öffentliche Transportunternehmen im Personenverkehr auf der Insel Aruba. Das Unternehmen mit Sitz in Oranjestad ist zu 100 % in öffentlichem Besitz Arubas.

## Geschichte
Am 28. September 1979 wurde mit Genehmigung der Regierung von Aruba das erste ÖPNV-Unternehmen gegründet. Das damals als West-End Transportation Company bezeichnete Unternehmen begann den Personentransport mit einer Flotte von drei Bussen. Am 1. Oktober 1979 gründete die Regierung von Aruba dann die Arubus N.V. als eigenes Verkehrsunternehmen mit 14 Volvo-Bussen.

## Aufgabe
Das Unternehmen bedient im Liniendienst die wesentlichen Bereiche der Insel täglich. Der Fuhrpark wird auch für den öffentlichen Schulbusverkehr eingesetzt und im privaten Charterbetrieb vermietet. Im Laufe der letzten 35 Jahre hat Arubus seine Flotte von anfänglich 14 Bussen auf insgesamt 42 neue Busse erweitert. Insgesamt betreibt Arubus 18 Linien und 10 Schulbuslinien. Im Durchschnitt befördert Arubus jährlich rund 2,7 Millionen Personen (Schulbusverkehr ausgenommen).

## Flotte
- 12 Yutong-Busse
- 15 Volvo-Busse
- 15 Busse anderer internationaler Hersteller, wie zum Beispiel Renault.

### Straßenbahn
Am 19. Februar 2013 nahm Arubus die erste Straßenbahnlinie in Betrieb. Die Straßenbahn Aruba, offizieller Namen „Arutram“, verkehrt im Achteinhalb-Minutentakt zwischen dem Kreuzfahrtterminal am Stadtrand von Oranjestad und der Innenstadt. Die drei offenen Schienenfahrzeuge, welche Wasserstoff als Energiequelle nutzen, werden mit Brennstoffzellenantrieb betrieben. Die benötigte Energie wird aus Solar- und Windkraft erzeugt. Die Straßenbahn benötigt keine Oberleitungen. Die historisch aussehenden Fahrzeuge wurden von der TIG/m-LLC mit Sitz in Chatsworth, USA gebaut. Die im Asphalt verlegten Rillenschienen wurden beim Duisburger Unternehmen TSTG hergestellt.
- 1 TIG/m Doppelstock-Straßenbahnwagen
- 2 TIG/m einstöckige-Straßenbahnwagen